# Antaea juturna
Antaea juturna är en fjärilsart som beskrevs av Pieter Cramer 1780. Antaea juturna ingår i släktet Antaea och familjen tandspinnare. Inga underarter finns listade i Catalogue of Life.